# Rudolf Kuppenheim
Rudolf Kuppenheim (* 7. November 1865 in Pforzheim; † 23. Oktober 1940 in Pforzheim) und seine Frau Lily Kuppenheim waren Opfer des Antisemitismus der Nationalsozialistischen Diktatur in Pforzheim.

## Leben
Kuppenheim, Sohn des Pforzheimer jüdischen Schmuckfabrikanten Louis Kuppenheim und dessen Gattin Bertha Kuppenheim geb. Levinger, wuchs im Kreis von acht Geschwistern auf und besuchte ab 1875 das Großherzogliche Pädagogium und Realgymnasium in Pforzheim, studierte in Heidelberg Medizin und wurde 1893 Chefarzt der gynäkologischen Abteilung des evangelischen Diakonissenkrankenhauses Siloah. Er war zum Christentum konvertiert. Mit seiner Frau Lily Ehrmann wohnte er am Marktplatz 1, wo er auch seine Praxis als erster in Pforzheim niedergelassener Frauenarzt hatte. Mitte der 1920er Jahre wurden Praxis und Wohnung in die Luisenstraße verlegt.
Ab 1914 diente er als  Oberstabsarzt und Chefarzt großer Seuchenlazarette an der Ostfront, 1917 verlieh ihm der badische Großherzog Friedrich II. den Titel Medizinalrat. Sein Sohn Hans, geboren 1892, war Leutnant, vier Jahre im Krieg und erhielt das Eiserne Kreuz II. und I. Klasse sowie das Ritterkreuz II. Klasse des Ordens vom Zähringer Löwen mit Schwertern, der jüngere Sohn Felix meldete sich als Kriegsfreiwilliger und wurde ebenfalls mit dem Eisernen Kreuz II. Klasse und dem Ritterkreuz II. Klasse des Ordens vom Zähringer Löwen mit Schwertern ausgezeichnet. Die Brüder Albert, geboren 1863, und Hugo, geboren 1872, meldeten sich ebenfalls freiwillig und wurden mit dem Eisernen Kreuz, dem Ritterkreuz, dem Fürstlich Lippe-Detmolder Ehrenkreuz für heldenmütige Tat bzw. der Badischen Verdienstmedaille ausgezeichnet.

## Kommunales Engagement
Vor dem Ersten Weltkrieg war Rudolf Kuppenheim Stadtverordneter für die Deutschnationale Volkspartei und nach seinem Übertritt von der jüdischen Religionsgemeinschaft zur evangelischen Konfession auch als Kirchengemeinderat engagiert.
Der Bruder Albert betätigte sich in der Zeit der Weimarer Republik als Stadtverordneter für das Gemeinwesen, war Mitglied der Handelskammer, Oberschützenmeister und Vorsitzender des Verwaltungsrats der Sparkasse.

## Berufsverbot und drohende Deportation
Am 30. März 1933 meldete das Pforzheimer Morgenblatt: „Jüdische Ärzte und Zahnärzte sind von der Kassenpraxis ausgenommen“. Betroffen von diesem Berufsverbot waren neben Kuppenheim auch die Ärzte Kurt Ehrenberg, Bernhard Kern, Abraham Kronstein, Hermann Netter, Nathan Roos, Wilhelm Rosenberg und Friedrich Schnurmann in Pforzheim.
Am 1. April 1933 wurde Kuppenheim zum Rücktritt gezwungen und musste aus dem Dienst des Krankenhauses Siloah nach 40 Jahren Tätigkeit als Gynäkologe ausscheiden. Nach den Erinnerungen seines Sohnes Felix hat er rund 19 000 Kindern in Pforzheim bei der Geburt geholfen. Seine Privatpraxis durfte er noch weiterführen.
Mit dem „Gesetz über die Änderung von Familiennamen und Vornamen“ vom 5. Januar 1938 (siehe Namensänderungsverordnung) zwangen die Nationalsozialisten Juden bzw. solche Menschen, die als Juden nach den Kriterien der sogenannten Nürnberger Gesetze von 1935 galten, zur Annahme eines zweiten „jüdischen“ Vornamens, für Männer „Israel“, für Frauen „Sara“. Diese zweiten Vornamen mussten Rudolf und Lily Kuppenheim folglich annehmen. Lily (manchmal auch Lilly) Kuppenheim, Tochter des Heidelberger Textilhändlers Salomon (Shlomo) Ehrmann (1829–1888) und Eva Ehrmann geb. Ahrweiler (1840–1887), entstammte einer jüdischen Familie und war in jungen Jahren evangelisch getauft. Die Eltern von Lilly Kuppenheim sind auf dem jüdischen Friedhof zu Heidelberg begraben. Die in manchen Quellen wiedergegebene Behauptung, dass Lily Kuppenheim nach den Nürnberger Gesetzen „Arierin“ gewesen sei und die Ehe der Kuppenheims demzufolge als „Mischehe“ hätte gelten sollen, basiert auf einem Irrtum.
Am 1. Oktober 1938 wurde Kuppenheim die Zulassung als Arzt entzogen. Am 13. August 1938 hatte sich sein Bruder Hugo Kuppenheim selbst umgebracht. Der Sohn Hans hatte sich inzwischen in die USA retten können, der Sohn Felix hatte gerade die Einreisepapiere nach Südamerika bekommen, doch die Eheleute Lily und Rudolf Kuppenheim bleiben in ihrer Heimatstadt, obwohl im November und Dezember 1938 die antisemitischen Maßnahmen immer bedrückender wurden: Der Besuch von Theater, Kinos und Konzerten wurde für Juden verboten, Das Schwarze Korps, die Zeitung der SS, schrieb am 24. November 1938 zur „totalen Lösung der Judenfrage“: „Das Programm ist klar. Es lautet: völlige Ausscheidung, restlose Trennung !“ Für die Zukunft beschrieb die SS die „Notwendigkeit, die jüdische Unterwelt genau so auszurotten, wie wir in unserem Ordnungsstaat Verbrecher eben auszurotten pflegen: mit Feuer und Schwert“.

## Suizid
Am 21. Oktober 1940 feierten die Eheleute den Tag, an dem sie sich vor 50 Jahren in Heidelberg kennengelernt hatten. Am Morgen des folgenden Tages klingelten SA-Männer an der Tür, sie forderten Lily und Rudolf Kuppenheim auf, in einer Stunde abmarschbereit zu sein mit 50 Kilogramm Gepäck, einer Wolldecke, Verpflegung, Ess- und Trinkgeschirr und maximal 100 Reichsmark pro Person. Ähnliches geschah an über 100 Wohnungstüren in Pforzheim. Statt zu packen, nahmen die Eheleute das Gift, das in der seit zwei Jahren geschlossenen Arztpraxis noch vorhanden war. Die zurückgekommenen SA-Männer fanden neben den beiden noch Lebenden auf dem Tisch auf einem Samtkissen die Auszeichnungen von Rudolf Kuppenheim aus dem Weltkrieg. 
Lily und Rudolf Kuppenheim starben am 23. Oktober 1940 im Städtischen Krankenhaus. Die Trauerfeier fand am 25. Oktober 1940 in der Schlosskirche statt. Der Sohn Felix Kuppenheim, der kurz vor seiner Auswanderung stand und auf die Nachricht hin nach Pforzheim kam, berichtete: „Auf der Strasse kondolierten mir viele, mir zum Teil ganz unbekannte Personen, und dies wurde beobachtet, weshalb mich ein wohlmeinender städtischer Beamter warnte und mir riet, sofort abzureisen“.

## Gedenken
- 1970 beschloss der Gemeinderat, eine Straße am Wallberg gegenüber dem Krankenhaus Siloah „Kuppenheimstraße“ zu benennen.
- 1981 wurde in Anwesenheit von Louis Kuppenheim, eines Neffen von Lily und Rudolf Kuppenheim, ein Gedenkstein an der Ecke Kurze Steige/Kuppenheimstraße eingeweiht.
- 2005 wurde der Gedenkstein auf Initiative von Pfarrer i. R. Heinemann-Grüder in den Eingangsbereich des Krankenhauses Siloah umgesetzt.